# Голубинський Євген Євстигнійович
Голубинський Євген Євстигнійович (12.03(28.02).1834–20(07).01.1912) — історик православної церкви. Доктор наук (1880), професор (1881). Член-кореспондент (1882), академік (1903) Петербурзької АН.

## Біографія
1858 — закінчив Московську духовну академію.
Від 1861 викладав у ній історію РПЦ.
Найважливіша праця «История русской церкви» не закінчена. У ній висвітлюється історія руської церкви з 10 ст. до серед. 16 ст., у тому числі періоду Київської Русі, зібрано великий фактичний матеріал, на основі якого автор розподілив історію церкви в Росії на періоди «грамотності» — до правління Петра I і «просвітництва» — після приходу Петра I до влади.
Вчений спростував низку легенд православної церкви, тому потрапив у немилість Синоду. Критично ставився до джерел, даючи їм наукову оцінку.